# Monsters (banda sonora)
Monsters: Original Motion Picture Soundtrack es una banda sonora del compositor-productor inglés Jon Hopkins, desprendido de la película independiente de mismo nombre. Fue publicado el 29 de noviembre de 2010 en formato digital bajo Double Six, una subsidiaria de Domino Records.
El álbum recibió cobertura de prensa escrita, debido a sus colaboraciones con el músico Brian Eno, tanto en la banda sonora para The Lovely Bones como en el álbum conjunto Small Craft on a Milk Sea. En una entrevista de 2014, Hopkins comenta que debido al director Gareth Edwards siendo un fan de su música, fue capaz de incluir más de sus ideas musicales.

## Recepción

### Crítica
La banda sonora recibió reseñas positivas de distintos medios, con la revista canadiense Exclaim! destacando el uso de arreglos de cuerdas y piano como protagonista, notando: “no es tan intenso o directamente electrónico como su álbum Insides, pero es un trabajo envolvente que expande su sonido más tradicional”.
Otras reseñas nacionales, tanto de DIY como BBC Music, notan que ciertas canciones como «Spores», «Attack» y «Underwater» pueden haber sido inspiradas por la banda sonora de Nick Cave y Warren Ellis en La carretera.

## Lista de canciones
| N.º   | Título           | Duración |  |
| 1.    | «Prologue»       | 1:14     |  |
| 2.    | «Journey»        | 2:52     |  |
| 3.    | «Candles»        | 2:28     |  |
| 4.    | «Water»          | 1:18     |  |
| 5.    | «Underwater»     | 2:00     |  |
| 6.    | «Spores»         | 1:47     |  |
| 7.    | «Campfire»       | 2:36     |  |
| 8.    | «Dawn»           | 1:58     |  |
| 9.    | «Attack»         | 1:57     |  |
| 10.   | «Temple»         | 2:30     |  |
| 11.   | «Encounter»      | 5:49     |  |
| 12.   | «Monsters Theme» | 4:55     |  |
| 31:30 |                  |          |  |

## Créditos y personal
Adaptados desde las líneas internas del álbum.
- Jon Hopkins – Composición, grabación.
- Cherif Hashizume – Grabación.
- Leo Abrahams – Guitarras.
- Davide Rossi – Arreglo de cuerdas.
- Vince Sipprell – Viola.

## Premios y nominaciones
| Año  | Premios             | Categoría                   | Resultado |
| ---- | ------------------- | --------------------------- | --------- |
| 2011 | Premio Ivor Novello | Mejor banda sonora original | Nominado  |